# Boven-Germaanse Trias Groep
De Boven-Germaanse Trias Groep is een groep gesteentelagen uit de Nederlandse lithostratigrafie. Samen met de Onder-Germaanse Trias Groep vormt de groep de Germaanse Trias Supergroep die alle gesteenten uit het Trias van Noordwest-Europa bevat. De Boven-Germaanse Trias Groep komt overeen met het bovenste gedeelte van de Buntsandstein-groep, de Muschelkalk-groep en de Keuper-groep uit de Duitse lithostratigrafie.
De Boven-Germaanse Trias Groep bevat vier formaties: de Solling Formatie (continentale kleisteen uit het Laat-Olenekien), de Röt Formatie (continentale kleisteen en evaporieten uit het Laat-Olenekien en Anisien), de Muschelkalk Formatie (mariene kalksteen uit het Anisien en Ladinien) en de Keuper-formatie (kleisteen en evaporiet uit het Ladinien, Carnien en Norien).
De Boven-Germaanse Trias ligt op de Onder-Germaanse Trias en boven op de groep liggen formaties die tot de Altena Groep behoren (Laat-Trias en Jura). 